# Državni arhiv BiH
Državni arhiv Bosne i Hercegovine utemeljen je nakon uredbe Vlade Narodne Republike Bosne i Hercegovine, donesene 12. prosinca 1947. godine, kojom je stvoren okvir za formiranje i daljnje funkcioniranje te arhivske ustanove i srodnih institucija. 
Na zakon koji će detaljno urediti oblast arhivistike u BiH čekalo se sedamnaest godina, dakle do 1962. godine, kad je donesen Zakon o arhivima u Bosni i Hercegovini. U međuvremenu osnovani su Arhiv grada Sarajeva (1948.), te cijeli niz arhivskih institucija, uključujući arhivske stanove u Banjoj Luci, Mostaru, Tuzli, Doboju i Travniku. Arhiv BiH na osnovi gorespomenutog zakona dobio je ulogu stožernog arhiva, sa širokim spektrom djelatnosti. Od osnivanja Arhiv kontinuirano djeluje i čuva izuzetno vrijedne arhivske fondove, među kojima treba istaknuti fond koji se odnosi na austrougarsku upravu u BiH. 
Smješten je u Sarajevu, u zgradi Predsjedništva BiH. Dana 7. veljače 2014. u prosvjedima u Sarajevu zapaljena je zgrada arhiva i izgorjela je građa neprocjenjive vrijednosti.

## Vanjske poveznice
- Arhiv Bosne i Hercegovine